# La Petite Sirène (film, 1976)
Pour les articles homonymes, voir La Petite Sirène et La Petite Sirène (homonymie).
Pour plus de détails, voir Fiche technique et Distribution.
La Petite Sirène (Malá mořská víla) est un film tchécoslovaque réalisé par Karel Kachyňa, et sorti en 1976.

## Synopsis
Une sirène conclut un accord avec une sorcière : en échange de sa voix, elle pourra vivre sur Terre et ainsi vivre avec le prince dont elle est tombée amoureuse. Seulement, le prince est hanté par l'image d'une princesse qui l'avait secouru.

## Fiche technique
- Titre : La Petite Sirène (Malá mořská víla)
- Réalisation : Karel Kachyňa
- Scénario : Karel Kachyňa et Ota Hofman d'après La Petite Sirène de Hans Christian Andersen
- Production : Studios Barrandov, Mosfilm
- Musique : Zdeněk Liška
- Image : Jaroslav Kučera
- Montage : Miroslav Hájek
- Décors : Oldrich Okác
- Costumes : Sárka Hejnová
- Durée : 84 minutes

## Distribution
- Miroslava Šafránková
- Libuše Šafránková
- Radovan Lukavský
- Petr Svojtka

## Autour du film
Les actrices jouant la Petite Sirène et la Princesse sont sœurs.